# 学区合同選抜制度
学区合同選抜制度とは、1952年から1966年まで東京都立高校全日制普通科（島嶼部を除く）を対象に行われた入試制度である。
- 1952年、学区合同選抜が採用される。学力試験は当初、実技科目を含めた8教科であり、1956年から英語が加わり9教科900点満点となった[1][2]。例年3月初旬に2日間に渡って実施された。
  - 同一学区内の高校は合同して選抜を行い、学区全体の募集人数分の合格者（学区合格者）を決定。その中から、希望にしたがって各学校の合格者が決定された。
  - 具体的には、受験生は第一志望校と、第二志望をするか否かだけを書いて出願し、第一志望校で受験、合格発表。（不合格者のうち）学区合格者も発表され、学区合格者は第二志望校を定員に達していない学校から順位をつけて三校まで記入して本来の第一志望校に出願し、各中学校で第二志望の受け入れ先が発表された。
  - 合格者の選抜においては内申書と学力試験を等価値に扱うとされていたが、実際には内申点は参考程度であったとされる。受験雑誌等で各高校の学力試験の合格最低点が発表されていたことも、そのことを裏付けている。
- 1967年 合同選抜が廃止され、学校群制度に移行。

学区（1965年当時）
- 第一学区（千代田区、港区、品川区、大田区）
  - 日比谷、小山台、九段、田園調布、城南、三田、八潮、雪谷、一橋、大崎、大森、南、赤坂
- 第二学区（新宿区、渋谷区、目黒区、世田谷区）
  - 戸山、新宿、都立大学附属、青山、千歳、広尾、玉川、駒場、千歳丘、桜町、目黒、明正、松原、赤城台、深沢
- 第三学区（中野区、杉並区、練馬区）
  - 西、豊多摩、大泉、武蔵丘、杉並、石神井、富士、荻窪、鷺宮、井草、練馬
- 第四学区（文京区、豊島区、板橋区、北区）
  - 小石川、北園、文京、北、竹早、豊島、向丘、北野、板橋、城北、志村、大山
- 第五学区（中央区、台東区、荒川区、足立区）
  - 上野、江北、白鷗、忍岡、竹台、紅葉川、足立、日本橋、京橋
- 第六学区（墨田区、江東区、葛飾区、江戸川区）
  - 両国、墨田川、江戸川、小松川、本所、深川、南葛飾、葛飾野、小岩、東
- 第七・八・九学区（多摩地区）
  - 立川、国立、武蔵、三鷹、南多摩、神代、富士森、北多摩、町田、府中、五日市、多摩、昭和、小平、久留米
- 1965年当時の各高校のおよその難易度